# بخش بیوفورد، شهرستان بلو ارث، مینه سوتا
بخش بیوفورد (به انگلیسی: Beauford Township) یک منطقهٔ مسکونی در ایالات متحده آمریکا است که در شهرستان بلو ارث، مینه‌سوتا واقع شده‌است.
 بخش بیوفورد ۹۲٫۹ کیلومتر مربع مساحت و ۴۴۲ نفر جمعیت دارد و ۳۱۰ متر بالاتر از سطح دریا واقع شده‌است.